# Eremopola radoti
Eremopola radoti là một loài bướm đêm trong họ Noctuidae.